# 79
| 79                 |
| ------------------ |
| Dødsfald - Fødsler |
|                    |

| Gregoriansk kalender | 79 LXXIX                |
| Ab urbe condita      | 832                     |
| Armensk kalender     | I/T                     |
| Kinesiske kalender   | 2775 – 2776 戊寅 – 己卯 |
| Etiopisk kalender    | 71 – 72                 |
| Jødisk kalender      | 3839 – 3840             |
| Hindukalendere       |                         |
| - Vikram Samvat      | 134 – 135               |
| - Shaka Samvat       | 1 – 2                   |
| - Kali Yuga          | 3180 – 3181             |
| Iransk kalender      | 543 BP – 542 BP         |
| Islamisk kalender    | 560 BH – 559 BH         |

Se også 79 (tal)

## Begivenheder
- 23. juni – Titus efterfølger sin far Vespasian som romersk kejser.
- 24. august – Vulkanen Vesuv i Italien begynder sit udbrud over Pompeji, der begraves i aske sammen med bl.a. Herculaneum. Datoens angivelse er traditionel, samtidige kilder og afskrifter af disse svinger. Senere fund placerer det nærmere et sted i oktober.[1]

## Dødsfald
- 23. juni – Vespasian, romersk kejser fra 69 til sin død (født 9).
- ca. 79 – Pave Linus 1.
- Plinius den ældre, romersk forfatter og forsker (født ca. 23)